# Fakai Fou

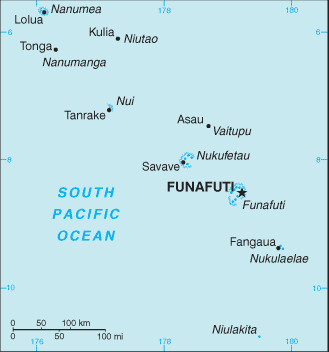
Mapa de Tuvalu.

Fakai Fou es una pequeña ciudad del país de Tuvalu en Oceanía, dicha ciudad está situada en el islote de Fongafale. Se encuentra en la isla de Funafuti en la que está situada la capital del país. Cuenta con una población aproximada de 1007 habitantes.
- Datos: Q8960779